# 20th Ohio Infantry
Vingtième régiment d'infanterie de volontaires de l'Ohio
Le 20th Ohio Volunterr Infantry (ou 20th OVI) est un régiment d'infanterie de l'armée de l'Union pendant la guerre de Sécession.

## Service

### Régiment de trois mois
Le 20th Ohio Infantry est organisé à Columbus, Ohio, d'avril à mai 1861 en réponse à l'appel du président Lincoln pour lever 75000 volontaires (en) et entre en service le 23 mai 1861 sous le commandement du colonel Charles Whittlesey (en). Le régiment part pour la Virginie occidentale et est rattaché au commandement de Kelly. Il participe à l'action à Ritcher le 23 juin 1861 et à la poursuite de Garnett du 15 au 16 juillet 1861. Le régiment assure ensuite un service le long de la voie ferrée de Baltimore & Ohio jusqu'en août et est libéré le 23 août 1861.

### Régiment de trois ans
Le 20th Ohio Infantry est réorganisé à Columbus du 19 août 1861 au 21 septembre 1861 et est engagé pour un service de trois ans le 21 octobre 1861 sous le commandement du colonel Charles Whittlesey.
Le régiment est affecté à la 3rd brigade de la 3rd division de l'armée du Tennessee de février à mai 1862. Il est sans rattachement, dans le district de Jackson, Tennessee jusqu'en novembre 1862.
Il est affecté à la 2nd brigade de la 3rd division, de l'aile droite du XIIIe corps, dans le département du Tennessee, jusqu'en décembre 1862, puis à la 2nd brigade de la 3rd division du XVIIe corps de l'armée du Tennessee et de l'armée de Géorgie, jusqu'en juillet 1865.
Le 20th Ohio Infantry est libéré à Louisville, Kentucky le 18 juillet 1865.

## Service détaillé

### 1861
Il part pour le camp King près de Covington, Kentucky, et est activé le 21 octobre 1861. Il reste en service à Covington et Newport, Kentucky jusqu'au 11 février 1862.

### 1862
Il participe à l'expédition vers Purdy et aux opérations vers Crump's Landing, Tennessee entre le 9 mars 1862 et le 14 mars 1862. Il participe à la bataille de Shiloh, Tennessee, du 6 au 7 avril 1862. Il avance et participe au siège de Corinth, Mississippi, du 29 avril 1862 au 30 mai 1862. Il fait un service de garde à Pittsburg Landing jusqu'en juin 1862, et à Bolivar, Tennessee, jusqu'en septembre 1862. Le 30 août 1862, il participe à une action à Bolivar. Ensuite, il est en service dans le district de Jackson jusqu'en novembre 1862. Il participe à la campagne dans le centre du Mississippi de Grant du 2 novembre 1862 jusqu'au 10 janvier 1863. Il combat à Holly Springs, Mississippi le 21 décembre 1862.

### 1863
Il est à Lafayette, Tennessee le 14 janvier 1863. Il part pour Memphis, Tennessee, le 26 janvier 1863, et de là pour Lake Providence, Louisiane, 22 février 1863, et est en service sur place jusqu'en avril 1863. Il part pour Bruinsburg (en) et tourne vers Grand Gulf du 25 au 30 avril 1863. Il participe à la bataille de Port Gibson, Mississippi le 1er mai 1863. Il est à Forty Hills et Hankinson's Ferry les 3 et 4 mai 1863. Il participe à la bataille de Raymond le 12 mai 1863.
Il participe à la bataille de Jackson le 14 mai 1863 puis à celle de Champion Hill le 16 mai 1863. Il participe au siège de Vicksburg du 18 mai 1863 au 4 juillet 1863. Il mène des assauts sur Vicksburg du 19 au 22 mai 1863. Il assiste à la reddition de Vicksburg le 4 juillet 1863. Il reste en service à Vicksburg jusqu'en février 1864.
Il participe à l'expédition de Stevenson sur Monroe, Louisiane, du 20 août 1863 au 2 septembre 1863. Il participe à l'expédition de Canton du 14 au 20 octobre 1863. Il participe à la bataille de Bogue Chitto Creek le 17 octobre 1863.

### 1864
Le régiment se réengage le 1er janvier 1864. Il participe à la campagne de la Meridian du 3 février 1864 au 2 mars 1864. Il est à Canton le 26 février 1864. Les vétérans ont une permission de mars à avril 1864. Il part pour Clifton, Tennessee, puis marche sur Ackworth, Géorgie, du 29 avril 1864 au 9 juin 1864.
Il participe à la campagne d'Atlanta du 9 juin 1864 au 8 septembre 1864. Il participe aux opérations contre Marietta et contre Kennesaw Mountain du 10 juin 1864 au 2 juillet 1864. Il mène l'assaut sur Kennesaw le 27 juin 1864, et participe à la bataille de Nickajack Creek du 2 au 5 juillet 1864. Il participe à la bataille de Howell's Ferry le 5 juillet 1864.
Il est à Chattahoochie River entre le 6 et le 17 juillet 1864. Il est à Leggett's ou Bald Hill les 20 et 21 juillet 1864. Il participe à la bataille d'Atlanta le 22 juillet 1864 et au siège d'Atlanta du 22 juillet 1864 au 25 août 1864.
Il fait un mouvement de flanc sur Jonesboro entre le 25 août 1864 et le 20 août 1864. Il est à Sandtown le 28 août 1864. Il participe à la bataille de Jonesboro du 31 août 1864 au 2 septembre 1864. Il est à Lovejoy's Station du 2 au 6 septembre 1864. Il participe aux opérations contre Hood dans le nord de la Géorgie et dans le nord de l'Alabama du 29 septembre 1864 au 3 novembre 1864.
Il participe à la marche vers la mer du 15 novembre 1864 au 10 décembre 1864. Il participe au siège de Savannah entre le 10 au 21 décembre 1864.

### 1865
Il participe à la campagne des Carolines de janvier à avril 1865. Il est à Pocotaligo, Caroline de Sud le 14 janvier 1865 et à Barker's Mills et Whippy Swamp le 2 février 1865. Il est à Salkehatchie Swamp du 3 au 5 février 1865. Il est à South Edisto River le 9 février 1865. Il est à North Edisto River du 11 au 13 février 1865. Il est à Columbia les 16 et 17 février 1865.
Il participe à la bataille de Bentonville, Caroline du Nord, les 20 et 21 mars 1865. Il occupe Goldsboro le 24 mars 1865. Il avance sur Raleigh à compter du 10 avril 1865 qu'il occupe le 14 avril 1865. Il est Bennett's House le 26 avril 1865. Il assiste à la reddition de Johnston et de son armée. Il part pour Washington, D.C., en passant par Richmond, Virginie du 29 avril 1865 au 20 mai 1865.
Il participe à la grande revue des armées le 24 mai 1865. Il part pour Louisville, Kentucky en juin 1865.

## Pertes
Le régiment perd un total de 360 hommes pendant sa période de service ; 2 officiers et 87 hommes du rang sont morts ou blessés mortellement, 4 officiers et 267 hommes du rang sont morts de maladie.

## Commandants
- Colonel Charles Whittlesey
- Colonel Manning Ferguson Force
- Capitaine Francis M. Shaklee - commande à Vicksburg après la promotion du colonel Force au commandement d'une brigade

## Membres célèbres
- Le soldat Henry Casey, Company C - récipiendaire de la médaille d'honneur pour son action à Vicksburg, le 22 mai 1863.
- Brigadier général Manning F. Force - récipiendaire de la médaille d'honneur pour son action lors de la bataille d'Atlanta, le 22 juillet 1864.